# Eifelmaler

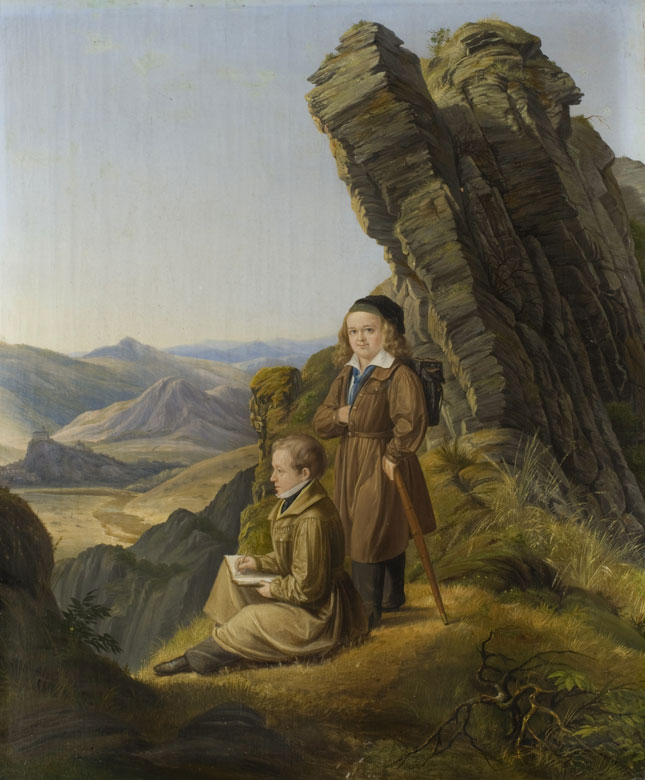
Die Brüder Preyer zeichnend in einer Landschaft – In diesem um 1830 entstandenen Bild dokumentierte der Düsseldorfer Landschaftsmaler Josef Winkelirer, wie der Landschaftsmaler Gustav Preyer (sitzend) in Begleitung seines Bruders, des Stilllebenmalers Johann Wilhelm Preyer (stehend), die Eifellandschaft an der Ahr studiert. Für die Landschaftsmaler der Düsseldorfer Schule waren die Gebirgsstrukturen in der Eifel seit den späten 1820er Jahren ein bevorzugtes Anschauungsobjekt für detailrealistische Naturstudien, in denen sie das Zusammenspiel von Landschaft und Licht, von Felsformationen und Wetterphänomenen festhielten, um sie anschließend im Atelier für landschaftliche Kompositionen zu verwerten.

Als Eifelmaler werden in engerem Sinne alle Maler bezeichnet, die sich zumindest zeitweise vor Ort mit der Darstellung der landschaftlichen und kulturellen Gegebenheiten der Eifel auseinandergesetzt haben. Eifelmalerei ist im Wesentlichen Landschafts- und Genremalerei.

## Geschichte

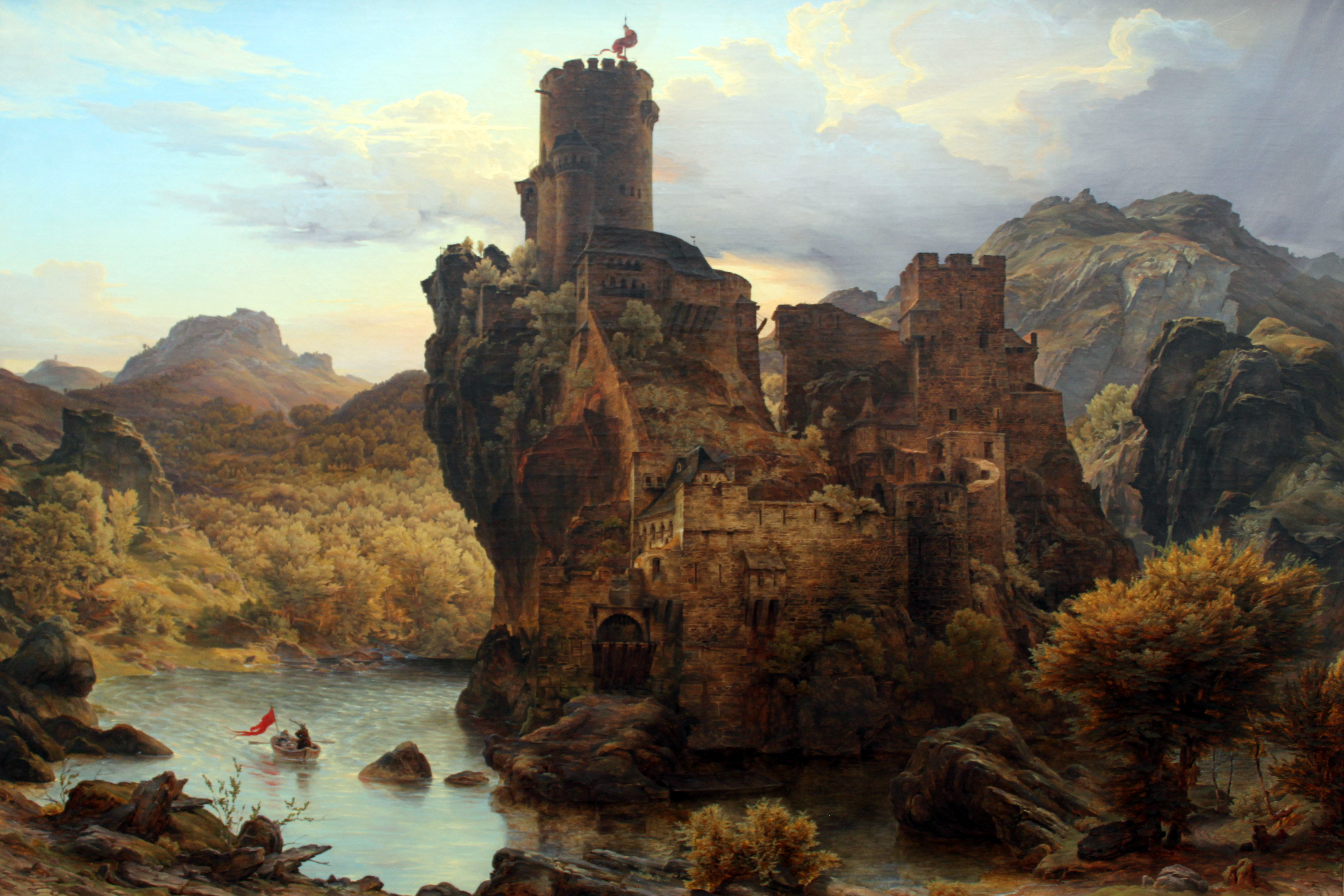
Das Felsenschloss, 1828, Carl Friedrich Lessing, Alte Nationalgalerie

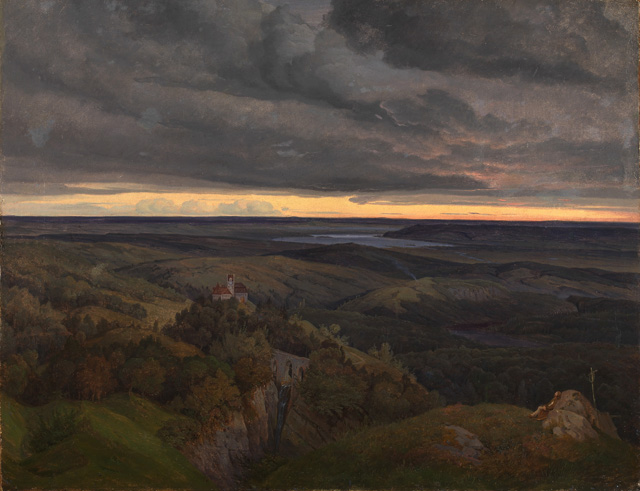
Eifellandschaft, um 1832, Carl Friedrich Lessing, Staatliche Kunsthalle Karlsruhe

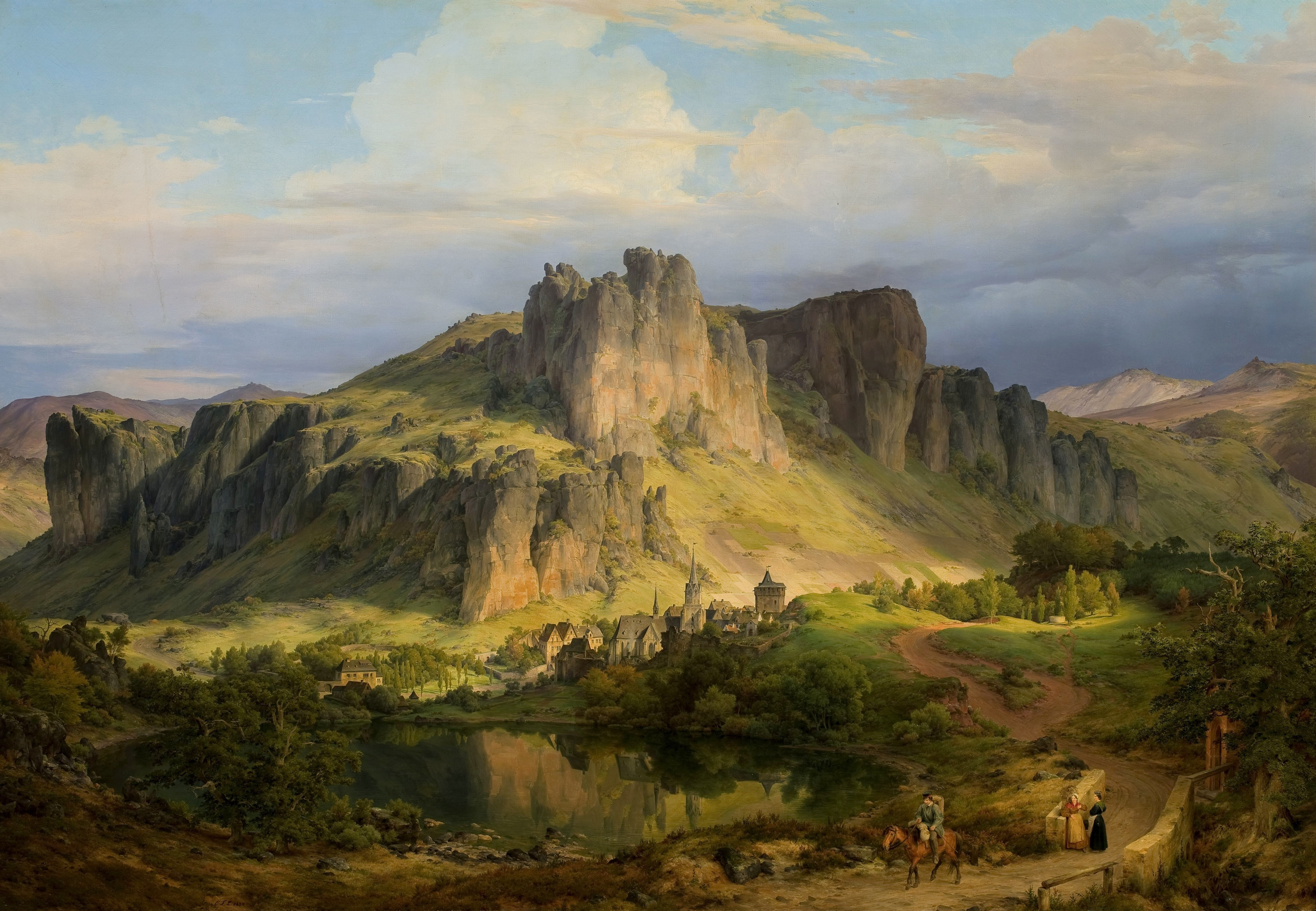
Eifellandschaft, 1834, Carl Friedrich Lessing, Nationalmuseum Warschau

Ahrlandschaft, 1836, Eduard Wilhelm Pose

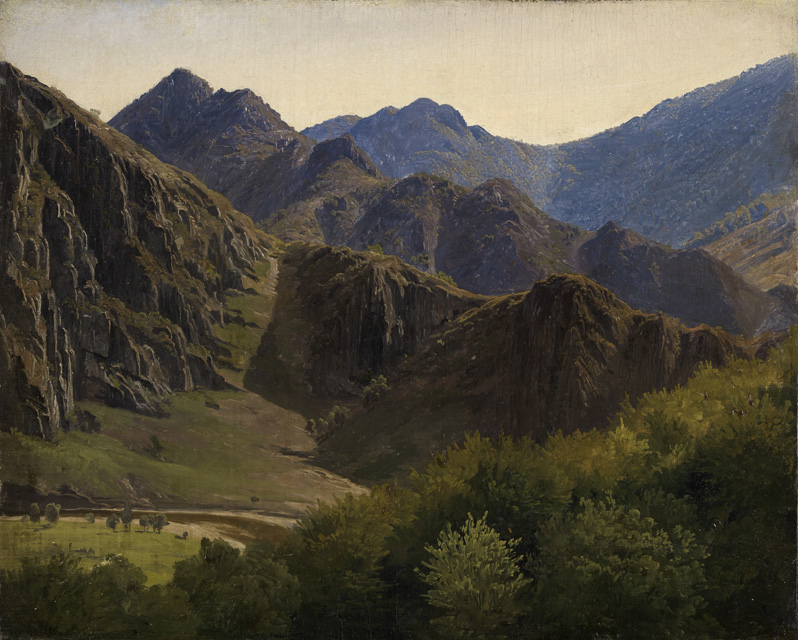
Bergketten bei Altenahr, Johann Wilhelm Schirmer, Staatliche Kunsthalle Karlsruhe

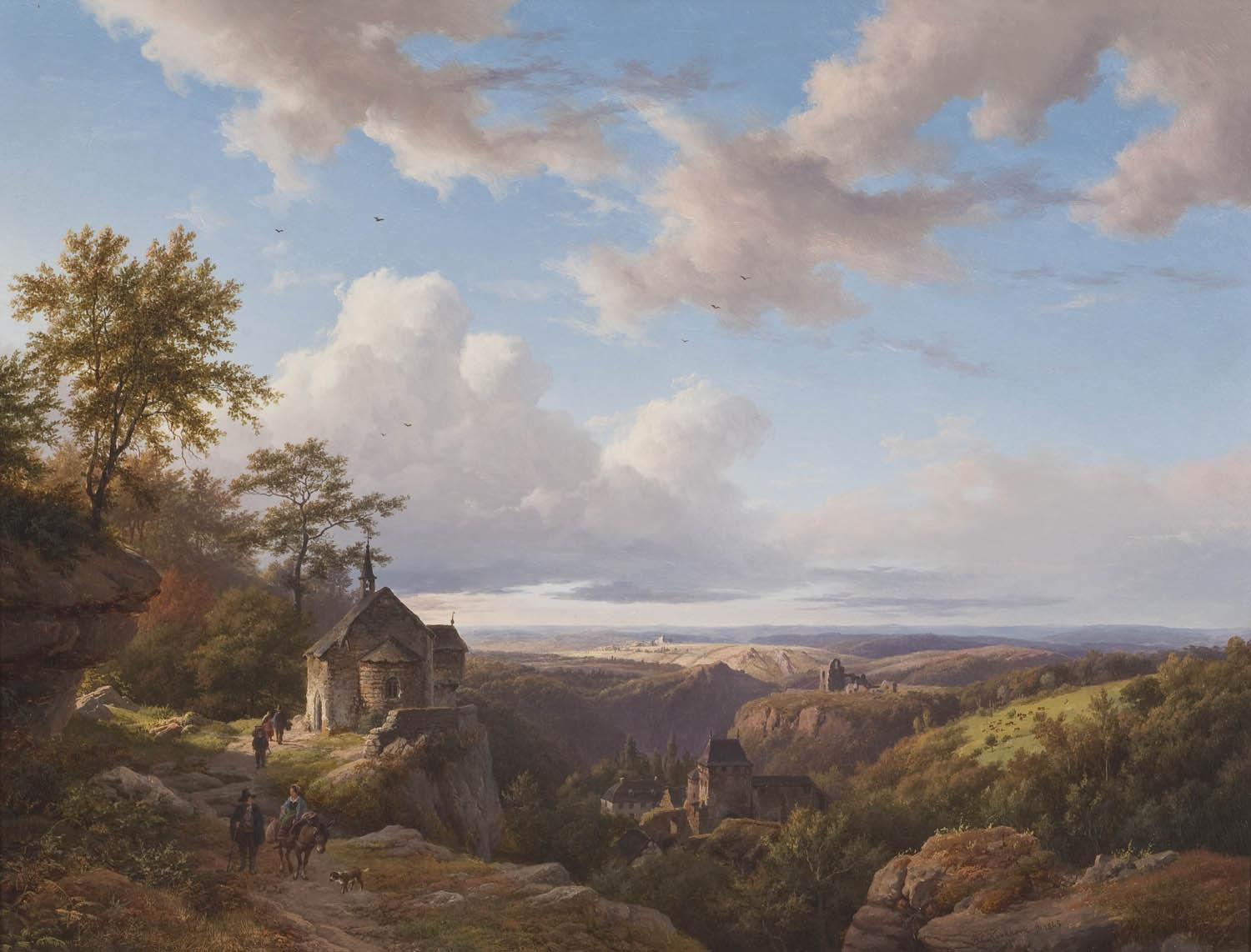
Eifellandschaft mit Kapelle, 1845, Barend Cornelis Koekkoek

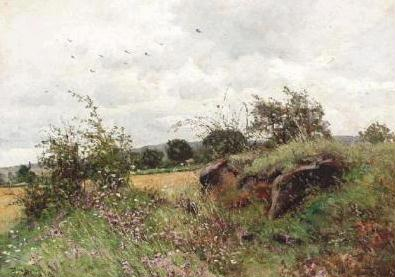
Aufziehendes Gewitter über den Feldern bei Plaidt, 1890, Fritz von Wille

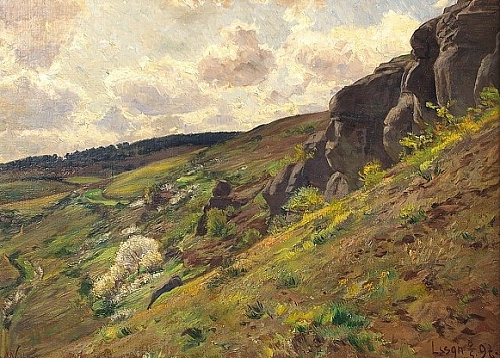
Eifellandschaft bei Lissingen, 1897, Fritz von Wille

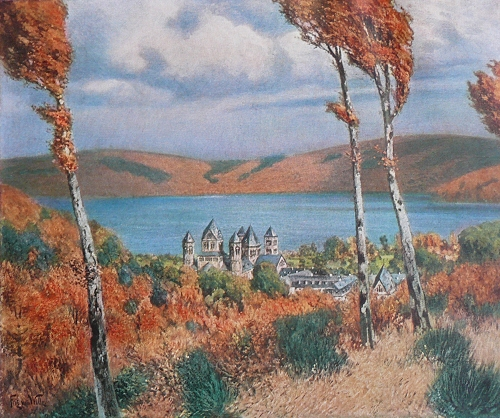
Abtei Maria Laach, 1908, Fritz von Wille

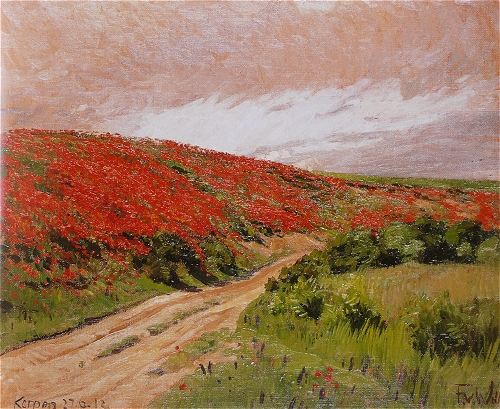
Mohnblüte (Bei Hillesheim), 1912, Fritz von Wille

Die Entdeckung der Eifel als zunehmend bildwürdiges, schließlich eigenständiges Sujet malerischer Darstellung datiert in die späten 1820er Jahre und ist eng mit der Entwicklung Landschaftsmalerei der Düsseldorfer Schule verflochten. Begünstigt wurde sie durch den Abgang des Direktors der Kunstakademie Düsseldorf, Peter Cornelius, im Jahr 1824 nach München. Dieser hielt die Landschaftsmalerei gemäß der tradierten Genrehierarchie, die im deutschsprachigen Raum etwa von Gotthold Ephraim Lessing propagiert worden war, noch für nachrangig und als eigenständige akademische Disziplin für obsolet. Weniger dogmatisch verhielt sich demgegenüber Cornelius’ Nachfolger Wilhelm Schadow, der 1826 aus Berlin nach Düsseldorf gewechselt war und dort bis 1859 das Direktorat innehatte. Im Gegensatz zu Cornelius lehrte Schadow eine Formensprache, die sich näher am Naturobjekt orientieren sollte und daher eingehende Naturstudien verlangte.
Zusammen mit Schadow kam 1826 auch dessen Meisterschüler Carl Friedrich Lessing nach Düsseldorf. Lessing hatte sich in Berlin bei Samuel Rösel und Heinrich Dähling in der Landschaftsmalerei schulen lassen. Lessings Erscheinen in Düsseldorf ist eng mit dem Entstehen und einem Aufschwung der dortigen Landschaftsmalerei als akademisches Studienfach verbunden. Auf diesem Gebiet kam es bald zu einer fruchtbaren Zusammenarbeit zwischen ihm und dem Jülicher Buchhändlergesellen Johann Wilhelm Schirmer, der sich bereits im Rahmen seiner Buchhändlerlehre mit der niederländischen Landschaftsmalerei von Allart van Everdingen, Meindert Hobbema und vor allem Jacob van Ruisdael befasst hatte und 1825 zum Malereistudium in die Elementarklasse der Düsseldorfer Akademie eingetreten war. Im Winter 1826/1827 gründeten beide den „landschaftlichen Componirverein“ und begannen, sich wechselseitig im 14-täglichen Turnus Zeichnungen mit Landschaftskompositionen vorzulegen und zu erörtern. Erstes Anschauungsmaterial für systematisch betriebene Naturstudien lieferte ihnen zunächst die Umgebung Düsseldorfs. In den Jahren 1828 und 1829 wanderte Schirmer während der Ferienzeiten zu Studienzwecken durch Eifel und Bergisches Land. 
Bereits vor Schirmer bereiste Lessing die Eifel, um Naturstudien für seine Projekte zu betreiben. Zur Vorbereitung des Gemäldes Das Felsenschloss, einem Motiv der Burgen- und Ritterromantik nach dem historischen Roman Der Abt von Walter Scott, durchstreifte er im Sommer 1827 insbesondere das Ahrtal und fand in der Burg Are und ihrer Umgebung geeignete Vorlagen für das von ihm romantisch imaginierte Loch Leven Castle und für das Studium von Felsformationen. Bei seinem Gemälde Eifellandschaft (1834) ging Lessing einen Schritt weiter: Vor diesem Bild suchte er die Eifel nicht nur zum Studium von Einzelelementen eines geplanten Bildes aus, vielmehr studierte er die Landschaft und das Landschaftserlebnis im Ganzen, ehe er eine Bildidee und eine Komposition entwickelte. Auf einer Eifelreise im Jahr 1832 hielt er in seinem Skizzenbuch nachweisbare und exakt lokalisierbare Naturausschnitte fest. Die weitgehend menschenleere, monumentale und schroffe Natur der Eifel entsprach Lessings Sehnsucht nach wildromantischer Ursprünglichkeit. In den „vulkanischen Oeden der Eifel“ trat ihm „die Natur in der reinen, gleichsam nackten Eigenthümlichkeit ihres Daseins entgegen“ schrieb später Friedrich von Uechtritz.
Die Fortschritte, die Lessings Malerfreund Schirmer in der Landschaftsmalerei machte, veranlassten Schadow, seinem Schüler für das Studienjahr 1829/1830 provisorisch die Leitung einer Klasse für Landschaftsmalerei anzutragen. Die ersten Schüler dieser Klasse waren Johann Bellut (* um 1810), Heinrich Koch, Johann Adolf Lasinsky, Caspar Scheuren und Adolph Wegelin. Schirmers Landschafterklasse erfreute sich wachsender Beliebtheit, 1836 verzeichnete sie bereits 36 Schüler. Zu den bevorzugten Zielen von Exkursionen dieser Klasse gehörten ab 1831 die Eifel, die Ahr und die Mosel.
Im Bereich der Grafik zählt Jean Nicolas Ponsart, ebenfalls ein Spross der Düsseldorfer Schule, zu den Pionieren der Eifelmalerei. Seine 1831 herausgegebene Lithografieserie Souvenirs de l’Eyfel et des Bords de l’Ahr dans La Prusse Rhénane (deutsch: Erinnerung an die Eifel und die Ufer der Ahr in Rheinpreußen) war für folgende Maler vorbildlich und richtungsweisend.
Zu den frühen Landschaftsmalern, die die Eifel erkundeten und der Landschaft einen zunehmenden Rang als Bildinhalt zuwiesen, gehörte Eduard Wilhelm Pose. Seine Ahrlandschaft von 1836 verzichtete gar auf Figuren- und Architekturstaffagen. Im Folgenden durchlief die Eifel als Sujet alle Epochen der Landschaftsmalerei. In der Kunstströmung des Deutschen Impressionismus erlebte sie um 1900 einen Höhepunkt.
Mit der touristischen Erschießung des Eifelraums, als deren Meilenstein der Bau der Ahrtalbahn ab 1879 gilt, ging ein Aufschwung der Eifelmalerei einher. Der Maler Fritz von Wille, der seit 1885 regelmäßig die Eifel bereiste und dort 1911 die Burg Kerpen erwarb, schuf eine Malerei der Eifel im Sinne von Naturalismus, Impressionismus und Jugendstil. Sein umfangreiches Werk kennzeichnet ihn neben Curtius Schulten als den Eifelmaler schlechthin.
Als „Gruppe Eifelmaler“ bzw. „Vennakademie zur Förderung regionaler Kunst“ bezeichnete sich eine Künstlergruppe, die Hartmut Ritzerfeld, Win Braun, Emil Sorge und Franz-Bernd Becker 1983 gründeten.

## Eifelmaler (Auswahl)
- Oswald Achenbach (1827–1905)
- Hanns Altmeier (1906–1979)
- Lili von Asten (1879–1924)
- Nikolai von Astudin (1847–1925)
- Hermann Aubel (1834–?)
- Franz-Bernd Becker (* 1955)
- Arthur Bell (1876–1966)
- Joseph Bernardi (1826–1907)
- Richard Bloos (1878–1957)
- Wilhelm Bode (1830–1893)
- Heinrich Böhmer (1852–1930)
- Eugen Bracht (1842–1921)
- August von Brandis (1859–1947)
- Win Braun (1955–2017)
- Peter Bücken (1830–1915)
- Wilhelm Buddenberg (1890–1967)
- Wilhelm Heinrich Burger-Willing (1882–1966)
- Fanny Coupette (1854–1933)
- Josef Dederichs (1873–1958)
- Wilhelm Degode (1862–1931)
- Hermann Dick (1875–1958)
- Anton Diezler (1811–1845)
- Johannes Jakob Diezler (1789–1855)
- Fritz Ebel (1835–1895)
- Hans Peter Feddersen (1848–1941)
- Klaus Fisch (1893–1975)
- Albert Flamm (1823–1906)
- Wilhelm Fritzel (1870–1943)
- Theodor Funck (1867–1919)
- Adolf Gebhard (1887–1974)
- Heinrich Gesemann (1886–1939)
- Johannes Glückert (1868–?)
- Bertha von Grab (1840–1907)
- Eduard Grieben (1813–1870)
- Louwrens Hanedoes (1822–1905)
- Friedrich Hartmann (1912–2000)
- Heinrich Hartung III. (1851–1919)
- Emil van Hauth (1899–1974)
- Heinz Heinrichs (1886–1957)
- Hermann Carl Hempel (1848–1921)
- Franz Xaver Hoch (1869–1916)
- Alfred Holler (1888–1954)
- Albert Holz (1884–1954)
- Joseph Hülser (1819–1850)
- Ernst Inden (1879–1946)
- Rudolf Inden (1897–1951)
- Otto Reinhold Jacobi (1812–1901)
- Sophus Jacobsen (1833–1912)
- Carl Ernst Bernhard Jutz (1873–1915)
- August Kessler (1826–1906)
- Maximilian Klein von Diepold (1873–1949)
- Maria von Knapp (1867–1932)
- Heinrich Koch (1806–1893)
- Barend Cornelis Koekkoek (1803–1862)
- Erich Kresse (1902–1989)
- Pitt Kreuzberg (1888–1966)
- Otto Küppers (1888–1986)
- Albert Larres (1900–1987)
- Carl Friedrich Lessing (1808–1880)
- Konrad Lessing (1852–1916)
- Friedrich August de Leuw (1817–1888)
- Martin Mendgen (1893–1970)
- Joseph Adolph Müller (1811–?)
- Wilhelm Nabert (1830–1904)
- Erich Nikutowski (1872–1921)
- Carl Nonn (1876–1949)
- Ernst Ohst (1914–2000)
- Heinrich Otto (1858–1923)
- Werner Peiner (1897–1984)
- Jean Nicolas Ponsart (1788–1870)
- Eduard Wilhelm Pose (1812–1878)
- Gustav Preyer (1801–1839)
- Clemens Prüssen (1888–1966)
- Heinrich Pützhofen-Esters (1879–1957)
- Paul Pützhofen-Hambüchen (1879–1933 oder 1939)
- Anthon van Rappard (1858–1892)
- Hans Reifferscheid (1901–1982)
- Adolf Rheinert (1880–1958)
- Hartmut Ritzerfeld (1950–2024)
- August Rixen (1897–1984)
- Georg Röder (1867–1958)
- Carl Rüdell (1855–1939)
- Michael Emil Sachs (1836–1893)
- Konrad Schaefer (1915–1991)
- Caspar Scheuren (1810–1887)
- Johann Wilhelm Schirmer (1807–1863)
- Philipp Schirmer (1810–1871)
- Hubert Schlemmer (1862–1945)[7]
- Henriette Schmidt-Bonn (1873–1946)
- Heinz Scholten (1894–1967)
- Matthias Schorn (* 1933)
- Wolfgang Schulte (1911–1936)
- Curtius Schulten (1893–1967)
- Carl Schultze (1856–1935)
- Rudolf Schuster (1848–1902)
- Paul Adolf Seehaus (1891–1919)
- Paul Siebertz (1915–1997)
- Emil Sorge (* 1957)
- Josef Steib (1898–1957)
- Theodor Sternberg (1891–1963)
- Jo Strahn (1904–1997)
- Werner Vogel (1889–1957)
- Hans Völcker (1865–1944)
- Hans von Volkmann (1860–1927)
- Adolph Wegelin (1810–1881)
- Max Wenzlaff (1891–1974)
- Heinrich Wettig (1875–nach 1938)
- Willi Wewer (1912–1997)
- Erwin Wilking (1899–1945)
- Fritz von Wille (1860–1941)
- Otto von Wille (1901–1977)
- Josef Winkelirer (1800–1853)
- Willy Franz Wirth (1895–1957)
- David Zacharias (1871–1915)
- Friedrich Zeller (1817–1896)
- Louis Ziercke (1887–1945)
- Adolf Zogbaum (1883–1950)